# ليف هارتفيغ
ليف هارتفيغ (بالدنماركية: Leif Hartwig)‏ هو لاعب كرة قدم دنماركي، ولد في 9 نوفمبر 1942. شارك مع منتخب الدنمارك لكرة القدم.